# Addicted to You (chanson de Shakira)
Pour les articles homonymes, voir Addicted to You.
Singles de Shakira
Je l'aime à mourir
(2012) Get It Started
(2012)
Pistes de Sale el Sol
Gordita
(4) Lo que más
(6)
Addicted to You est le cinquième single de la chanteuse colombienne Shakira extrait de son troisième album bilingue Sale el Sol. La chanson est écrite et produite par Shakira, Luis Fernando Ochoa, El Cata, et par John Hill. Elle sort sous format numérique le 13 mars 2012 en même temps que la version radio.

## Origine et composition
La chanson a été écrite et produite par Shakira, Luis Fernando Ochoa, El Cata, et John Hill. Il s'agit d'une chanson pop latin fortement influencée par le merengue et la musique dance.

## Clip
Le 28 mars 2012, le site officiel de Shakira révèle qu'un appel a été envoyé aux fans et aux modèles d'origine hispanique pour figurer dans le clip de Addicted To You. Le clip est tourné le 29 mars 2012 sur un ranch à Valence, en Californie et a été réalisé par Anthony Mandler.

## Formats et liste des pistes
| 1. | Addicted to You | Shakira, Luis Fernando Ochoa, El Cata, John Hill | 2:28 |

| 1. | Addicted to You | Shakira, Luis Fernando Ochoa, El Cata, John Hill | 2:28 |

| 1. | Addicted to You (Arbadel Radio Mix)             | Arbadel | 2:26 |
| 2. | Addicted to You (DJ Chus Short Radio Edit)      | DJ Chus | 3:49 |
| 3. | Addicted to You (DJ Chus Radio Mix)             | DJ Chus | 5:01 |
| 4. | Addicted to You (DJ Chus Iberican Vocal Mix)    | DJ Chus | 6:57 |
| 5. | Addicted to You (DJ Chus Instrumental)          | DJ Chus | 6:58 |
| 6. | Addicted to You (DJ Chus Iberican Extended Mix) | DJ Chus | 8:13 |
| 7. | Addicted to You (DJ Chus Iberican Dub Mix)      | DJ Chus | 8:13 |

## Classement par pays
| Classement (2012)                          | Meilleure position |
| ------------------------------------------ | ------------------ |
| Belgique (Ultratop 50 Flanders)            | 7                  |
| Belgique (Ultratop 40 Wallonia)            | 8                  |
| Brésil (Billboard Brasil)                  | 4                  |
| Croatie (Airplay Radio Chart)              | 8                  |
| Espagne (PROMUSICAE)                       | 14                 |
| Espagne Airplay Chart (Promusicae)         | 2                  |
| France (SNEP)                              | 15                 |
| France (Club 40)                           | 8                  |
| France (Airplay)                           | 15                 |
| Hongrie (Rádiós Top 40)                    | 37                 |
| Italie (FIMI)                              | 49                 |
| Mexique (Billboard Mexican Airplay)        | 5                  |
| Mexique Top 20 General (Monitor Latino)    | 1                  |
| Roumanie (Romanian Top 100)                | 7                  |
| Slovaquie (IFPI Rádio)                     | 43                 |
| Suisse (Schweizer Hitparade)               | 70                 |
| États-Unis (Hot Latin Songs)               | 9                  |
| États-Unis (Latin Pop Airplay)             | 5                  |
| États-Unis Tropical Songs (en) (Billboard) | 3                  |

### Certifications
| Pays               | Certifications | Ventes |
| ------------------ | -------------- | ------ |
| Mexique (Amprofon) | Or             | 30 000 |

## Historique de sortie
| Pays       | Date         | Format                   | Label      |
| ---------- | ------------ | ------------------------ | ---------- |
| Argentine  | 13 mars 2012 | Téléchargement numérique | Sony Music |
| Belgique   | 13 mars 2012 | Téléchargement numérique | Sony Music |
| Brésil     | 13 mars 2012 | Téléchargement numérique | Sony Music |
| Colombie   | 13 mars 2012 | Téléchargement numérique | Sony Music |
| France     | 13 mars 2012 | Téléchargement numérique | Sony Music |
| Italie     | 13 mars 2012 | Téléchargement numérique | Sony Music |
| Mexique    | 13 mars 2012 | Téléchargement numérique | Sony Music |
| Portugal   | 13 mars 2012 | Téléchargement numérique | Sony Music |
| Espagne    | 13 mars 2012 | Téléchargement numérique | Sony Music |
| États-Unis | 13 mars 2012 | Téléchargement numérique | Sony Music |